# NGC 646
NGC 646 je galaksija u zviježđu Mala vodena zmija.

## Vanjske poveznice
- SEDS: NGC 0646